# Мартин (район)

Блатницкие находки. Великоморавский меч из Блатницы датируется периодом между 825 и 850 годами

Район Мартин (словац. Okres Martin) — район Словакии. Находится в Жилинском крае.

## Население
| Год:        | 1994   | 2004    | 2014    | 2024    |
| ----------- | ------ | ------- | ------- | ------- |
| Broj ljudi: | 97 600 | 97 671  | 96 887  | 92 817  |
| Разница:    |        | +0,07 % | −0,80 % | −4,20 % |

### Статистические данные (2001)
Национальный состав:
- Словаки — 96,1 %
- Чехи — 1,3 %

Конфессиональный состав:
- Католики — 44,2 %
- Лютеране — 24,6 %
- Греко-католики — 0,5 %